# 6538 Muraviov
A 6538 Muraviov (ideiglenes jelöléssel 1981 SA5) a Naprendszer kisbolygóövében található aszteroida. Ljudmila Ivanovna Csernih fedezte fel 1981. szeptember 25-én.